# Cinnamomum szechuanense
Cinnamomum szechuanense là loài thực vật có hoa trong họ Nguyệt quế. Loài này được Yen C.Yang miêu tả khoa học đầu tiên năm 1945.